# Дорохово (аэродром)
Дорохово (Бежецк) — военный аэродром в Тверской области, расположенный в 7 км юго-западнее города Бежецка.

## История аэродрома
На 1951 год аэродром обладал лётным полем размером 1200х800—1000 м площадью 70 гектар, на котором была устроена одна грунтощебёночная взлётно-посадочная полоса размером 1150х100 м. Длина грунтощебёночных рулёжных дорожек была 2,15 км. Аэродром располагал 56 зданиями и сооружениями, в том числе складом горюче-смазочных материалов на 600 м³; водо- и электроснабжение отсутствовали. В 1953 году после перестройки аэродрома появилась бетонная ВПП размером 2000х40 м. В том же году был сформирован 611-й истребительный авиационный полк ПВО, расположившийся на аэродроме. Авиаполк вошёл в состав 129-й истребительной авиационной дивизии ПВО 88-го истребительного авиационного корпуса ПВО 52-й воздушной истребительной армии ПВО. На вооружении полка в 1954 году состояло 24 МиГ-15бис и 12 МиГ-17.
В 1955 году авиаполк первым из строевых частей получил на вооружение истребители-перехватчики Як-25 в количестве 18 единиц. В 1967 году здесь было 10 Як-25 и 39 МиГ-17Ф. В том же 1967 году авиаполк начал перевооружаться на Су-15. В 1968 и 1987 годах проводилась реконструкция ВПП, её размер был увеличен до 2500х48 м. В 1992 году авиаполк был перевооружён на Су-27. В 1993 году на аэродроме было 25 Су-27 и пять Су-27УБ. В 2001—2005 года авиаполк, помимо Су-27, использовал и МиГ-31. На время реконструкции авиабазы Хотилово в 2006—2008 годах сюда был временно перебазирован 790-й истребительный авиационный полк ПВО, который нёс боевое дежурство. В сентябре 2009 года 611 иап был расформирован, самолёты перебазированы в Хотилово.

## Аварии и происшествия
Эти катастрофы были либо в конце 60-х, либо в самом начале 70-х . В первую катастрофу разбилась спарка и загорелась, катапульты сработали от пожара и выбросили лётчиков, но уже неживых. Вторая катастрофа, когда у подполковника Бурковского, над Ярославлем сорвало фонарь. Он отказался катапультироваться, посадил самолет, но замёрз насмерть. В третью катастрофу начальник штаба ВЧ 11052 Волин выехал на машине "козлике" домой в город, проехал КПП, и в машину произвели выстрел с большой дистанции из мелкокалиберной винтовки и прострелили грудь, близко от сердца. Кто и почему стрелял, так и не нашли.
20 марта 2008 года здесь произошло серьёзное авиационное происшествие с двухместным учебно-боевым истребителем Су-27УБ. При выполнении полёта в сложных метеоусловиях на высоте более 11 тысяч метров отказало бортовое электропитание по постоянному току. После снижения до 2000 м вышла из строя радиосвязь с пунктом управления полётами, а затем и навигационное оборудование. Благодаря тому, что электропитание по переменному току функционировало нормально, двигатели самолёта продолжали работать. Лётчики, проявив мужество и хладнокровие, решили не катапультироваться и попытаться посадить самолёт. Но при заходе на посадку не выпустилось шасси. Посадив самолёт на титановые катапультные устройства, которые обычно держат авиационные ракеты, пилоты обеспечили сохранность боевой машины и аэродромных строений. Главнокомандующий ВВС России Александр Зелин представил лётчиков 611 иап подполковников Романа Костенюка и Александра Сидорова к орденам Мужества. Данному событию была посвящена передача из цикла «Русский характер», вышедшая в эфир телеканала «Звезда» 28 ноября 2008 года. В передаче показаны объекты аэродрома (в том числе класс предполётной подготовки, вышка КДП), интервью с лётным, техническим и диспетчерским составом.